# Pia Laviosa Zambotti
Pia Virginia Laviosa Zambotti (geboren 25. Januar 1898 als Pia Virginia Zambotti in Fondo; gestorben 10. November 1965 in Mailand) war eine italienische Prähistorikerin. Sie gehörte zwischen den 1930er und 1950er Jahren zu den bedeutendsten italienischen Prähistorikern und war Namensgeberin der Polada- und Lagozza-Kultur.

## Leben
Pia Zambotti wurde in Fondo im oberen Nonstal geboren. Ihre Eltern, Oreste Zambotti und Teresa Paoli, besaßen ein Stoffgeschäft in Fondo. Dank der finanziellen Hilfe ihres kinderlos gebliebenen Onkels Luigi Zambotti konnte die zweitgeborene Pia auf die höhere Schule gehen. Nach dem Besuch des Gymnasiums in Innsbruck ist über ihren weiteren Bildungsweg nur wenig und zum Teil Widersprüchliches bekannt. Ihr wird sowohl ein Besuch der Universität in Wien als auch in Padua zugeschrieben, für die sich aber keinerlei Nachweise finden. Nachgesagt wird ihr auch, dass sie Schülerin von Giovanni Patroni gewesen sei, von dessen Theorien sie ohne Zweifel beeinflusst wurde. So widersprach sie wie Patroni dem von Luigi Pigorini aufgestellten Paradigma, dass die prähistorischen Kulturen Italiens infolge transalpiner Wanderungsbewegungen entstanden seien. Im Nekrolog von Carlo Battisti, mit dem sie eine lange Freundschaft verband, schreibt Battisti, dass sie ihr Studium in Padua nach dem zweiten Studienjahr abbrach, weil ihr die enge Ausbildung an der Universität nicht zusagte. Dem steht aber die Aussage von Familienangehörigen gegenüber, nach der sie ihr Studium beendete.
Im Alter von 23 Jahren heiratete sie 1921 den Eisenbahningenieur Carlo Laviosa, den sie ihn Fondo kennen gelernt hatte und der für die Nonsbergbahn arbeitete. Nach der Geburt ihres einzigen Kindes, Luigi genannt Ginetto, im Jahr 1922 setzte sie ihre Studien der Ur- und Frühgeschichte fort. Dass sie sich dabei ihr Wissen als Autodidaktin wohl selbst aneignete, geht aus einigen von zeitgenössischen Kollegen zu ihrem Tode verfassten Gedenkschriften hervor. Ihr aus Piacenza stammender Ehemann unterstützte sie in ihren Studien und führte sie in das kulturelle Leben von Piacenza und Mailand ein, nachdem sich die Familie in der lombardischen Metropole niederließ.
Ihre ersten Arbeiten, die sie Anfang der 1930er Jahre publizierte, befassten sich mit prähistorischen Themen der Region Trentino-Südtirol, damals Venezia Tridentina, darunter Studien zu den Statuenmenhiren in der Region. Zwischen 1933 und 1934 erstellte sie für die von Ettore Ghislanzoni geleitete Soprintendenza der Antikenverwaltung der Region Venetien, zuständig auch für die Lombardei und Venezia Tridentina, über ein Dutzend Kartenblätter der archäologischen Karte Italiens (Edizione archeologica della carta d’Italia al 100.000). Die Ergebnisse dieser Arbeit flossen in ihr 1938 veröffentlichtes Werk über die prähistorischen Kulturen Südtirols ein (Le civilta preistoriche e protostoriche nell’Alto Adige: documentazione archeologica). Mit dieser vielbeachteten und bis in die 1960er Jahre fundamentalen Arbeit, gelang es Pia Laviosa Zambotti nicht nur, die bislang nur regional beachtete Ur- und Frühgeschichte der erst nach dem Ersten Weltkrieg zu Italien gelangten Region auch auf nationaler Ebene bekannt zu machen, sondern sie vor allem in einen Zusammenhang mit der Ur- und Frühgeschichte Italiens zu stellen. Die Veröffentlichung des Buches kostete sie einige Mühen, an denen sie laut des mit ihr befreundeten Raffaele Pettazzoni fast verzweifelt wäre. Erst nachdem Pettazzoni sich bei der Accademia Nazionale dei Lincei für die Herausgabe eingesetzt hatte und die Accademia die Veröffentlichung finanziell unterstützte, konnte das Werk erscheinen. Es waren wohl vor allem ideologische Gründe, die die Herausgabe verzögerten. Im faschistischen Italien passte das Bild der intellektuellen arbeitenden Mutter nicht mit dem gängigen Frauenbild überein, nach dem sich die Frau vor allem um die Kinder sowie Heim und Herd kümmern sollte.
Ab Mitte der 1930er Jahre weitete sie ihren Forschungsbereich auf die Emilia-Romagna, die Lombardei und Ligurien aus. Ihr Interesse galt dabei der Terramare-, der Golasecca- sowie der von ihr so bezeichneten Polada-Kultur aus der Bronzezeit und der ebenfalls von ihr benannten Lagozza-Kultur aus der späten Jungsteinzeit.
1938 erhielt sie die Zulassung als freie Dozentin für Ur- und Frühgeschichte und mit dem Wintersemester 1939/40 eine Professur an der Universität Mailand.
Aufgrund der von ihr kritisierten und in Frage gestellten Theorien Pigorinis wurde ihr von Franz Messerschmidt vorgeworfen, einen einseitigen mediterranen Standpunkt zu vertreten sowie alte nordische Einflüsse auszusparen und dadurch die wissenschaftlichen Grundlagen der „nationalsozialistischen Weltanschauung“ zu erschüttern.
Dieser Vorwurf beeinflusste sie nicht weiter. In der Folge dehnte sie ihr Arbeitsgebiet weiter aus und forschte unter anderem über steinzeitliche Kulturen im Mittelmeerraum und Zentraleuropa sowie über die Entstehung der Zivilisation und das Matriarchat. Dabei vertrat sie die Ansicht, dass Ethnologie und Kultur getrennt und nicht im Sinne der Kulturkreislehre zu betrachten seien.
Das 1947 veröffentlichte und 1950 in deutscher Übersetzung erschienene Werk Ursprung und Ausbreitung der Kultur gilt als ihre bedeutendste Arbeit, für die sie 1955 von der Accademia Nazionale dei Lincei ausgezeichnet wurde. Pia Laviosa Zambotti war damit die erste und bis 1994 die einzige weibliche Preisträgerin im Bereich Geschichtswissenschaften, der der Preis verliehen wurde.
Mit dieser Arbeit öffnete sie die prähistorische Forschung gegenüber anderen Disziplinen, die einen Beitrag zur Rekonstruktion archäologischer Kulturen liefern können, wie der Ethnologie, der Sprach- und der Religionswissenschaften. Im Vorwort der französischen Ausgabe des Buches unterstrich Mircea Eliade die Verdienste, die sich Pia Laviosa Zambotti mit der Arbeit gemacht habe, die für den Experten von bedeutendem Wert sei und trotz der wissenschaftlichen Rigorosität für das allgemeine Publikum verständlich bleibe. Sie widmete das Buch ihrem im Krieg gefallenen Sohn, der 1944 bei der Befreiung Italiens vom Nazi-Faschismus auf Seiten der Alliierten ums Leben gekommen war.
Nach dem Tod ihres Mannes 1950 konzentrierte sich Pia Laviosa Zambotti ausschließlich auf ihre Rolle als Universitätsdozentin und auf die Forschung. Sie unternahm zahlreiche Reisen im In- und Ausland, um Vorträge zu halten und um sich selbst ein Bild von prähistorischen Sammlungen zu machen.
Trotz ihres nationalen und internationalen Renommees blieb ihr ein eigener Lehrstuhl an einer italienischen Universität verwehrt. Sowohl ihre Kandidatur für einen Lehrstuhl 1947 an der Universität Pisa, als auch 1964 an der Universität Rom scheiterten. Obwohl sie mehr als ausreichend qualifiziert gewesen wäre, zog man in beiden Fällen einen männlichen Bewerber vor.
Die Absage der Universität Rom enttäuschte sie schwer. Noch gezeichnet von der nicht verarbeiteten Trauer um ihren verlorenen Sohn und dem frühen Tod ihres Ehemanns schied sie in Sorge um die eigene Zukunft am 10. November 1965 freiwillig aus dem Leben.
Ihre letzte Ruhestätte fand Pia Laviosa Zambotti im Familiengrab neben ihrem Ehemann und Sohn auf dem Ortsfriedhof in Fondo.
In seinem Nachruf bezeichnete sie Massimo Pallottino als eine „außergewöhnliche, unter vielen Gesichtspunkten einzigartige Wissenschaftlerin“.

## Schriften
Pia Laviosa Zambotti veröffentlichte zwischen 1932 und 1964 um die hundert Arbeiten. Ihre etwa 2500 Bände umfassende Privatbibliothek sowie ihr Archiv wurden 1977 von der Landesregierung der Autonomen Provinz Trient erworben und sind öffentlich zugänglich. Die folgenden Titel stellen eine Auswahl ihrer publizierten Arbeiten dar:
- Sulla cronologia delle statue antropomorfe di Lagundo e di Termeno. Istituto di studi per l’Alto Adige, Bozen 1935.
- Le civilta preistoriche e protostoriche nell’Alto Adige: documentazione archeologica. Bardi, Rom 1938.
- Carta archeologica delle stazioni enee emiliane a Occidente del Reno. Hoepli, Mailand 1939.
- Civiltà palafitticola lombarda e civiltà di Golasecca: origini e interferenze. Cavalleri, Como 1939.
- La ceramica della Lagozza e la civiltà palafitticola italiana vista nei suoi rapporti con le civiltà mediterranee ed europee. Chicca, Tivoli 1940.
- Le più antiche civiltà nordiche ed il problema degli Indo-europei e degli Ugro-Finni. Principato, Mailand 1941.
- Le più antiche culture agricole europee: l’Italia, i Balcani e l’Europa Centrale durante il neo-eneolitico. Principato, Mailand 1943.
- Ursprung und Ausbreitung der Kultur. Verlag für Kunst und Wissenschaft, Baden Baden 1950. (Originaltitel: Origini e diffussione della civiltà. C. Marzorati, Mailand 1947)
- Il Mediterraneo l’Europa l’Italia durante la preistoria: (introduzione alla storia europea e alla storia classica). SEI, Turin 1954.
- Origine e destino della civiltà occidentale: una soluzione monogenica comparata della storia universale.  SAME, Mailand 1957.